# Síndrome do cromossoma 20 em anel

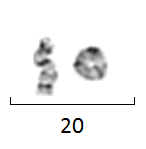
Cromossoma 20 normal e em anel em um indivíduo heterozigoto

A síndrome do cromossoma 20 em anel é uma anomalia genética rara, na qual os dois braços do  cromossoma 20 se unem, formando um anel.
Indivíduos com esta síndrome apresentam retardo mental e epilepsia, além de outras alterações.